# Rosalija (pevačica)
Rosalija Vila Tobelja (šp. Rosalía Vila Tobella; 25. septembar 1993), poznatija samo kao Rosalija, španska je pevačica i tekstopisac. Prvobitno poznata po svojim modernim interpretacijama flamenko muzike, Rosalija je privukla pažnju nakon nekoliko kolaboracija sa umetnicima kao što su Trevis Skot, Lil Bejbi, J Balvin, Farel Vilijams i Džejms Blejk. Dobila je mnoge pohvale i priznanja, uključujući pet Latino Gremi nagrade i dve nominacije za Nagradu Gremi. 

## Život i karijera

### 1993—2016: Mladost i početak karijere
Rosalija Vila Tobelja je rođena 25. septembra 1993. godine u Sant Esteveu Sesroviresu, gradu severno od Barselone. Odrasla je sa majkom, Marijom Pilar Tobelja Agiljera, poslovnom ženom koja decenijama upravlja fabrikom značaka i, pored toga, od 2018. godine i sopstvenom agencijom za zastupanje umetnika, Motomami S. L. Kompanija je formirana konkretno za upravljanje imidžom, finansijama i nasleđem svoje ćerke. Rosalijin otac je Hose Manuel Vila, rođen u Kudiljeru u Asturiji. Roditelji su joj se razveli u maju 2019. godine. Rosalija ima i mlađu sestru, Pilar Pili Vila, koja je stilista i influenser i sarađuje sa Rosalijom kao njen stilista. 
Rosalija je pokazala interesovanje za muziku preko svog oca, počevši da sa njim peva sa samo 7 godina. Do desete godine se posvetila muzici, a sa 13 godina je krenula i na formalnu obuku saznavši za pevača flamenko muzike Camarón de la Isla (Hose Monhe Krus), slušajući njegove pesme u parku sa prijateljima. Pohađala je srednju školu u Institutu Montserat Kolomer u Sant Esteve Sesroviresu. Rosalija je započela profesionalno muzičko obrazovanje sa 16 godina na Taller de Músics u Barseloni. Tu je studirala šest godina, a odlazila je i na predavanja u školu Raval. Zahvaljujući svom uspehu u školi i mnogobrojnim preporukama, prebacila se na Katalonski muzički koledž gde je dovršila svoje obrazovanje. Na koledžu je išla na časove kod profesora flamenka, Chiqui de La Línea, koji je primao samo jednog studenta godišnje, što potvrđuje njenu talentovanost. 
Sa 15 godina se takmičila u televizijskoj emisiji Tú sí que vales, iako nije bila izabrana. Rosalija je 2013. godine zajedno sa Huanom Gomezom nastupala na Panamskom filmskom festivalu i na festivalu Grek u Barseloni, gde su izveli savremeno plesno delo De Carmen. Iste godine prisustvovala je konferenciji Udruženja profesionalnih izvođača (engl. Association of Performing Arts Professionals; APAP) u Njujorku, a tokom 2014. nastupila je i u Palati katalonske muzike. Sarađivala je sa pozorišnom trupom La Fura dels Baus na predstavi koja je premijerno prikazana u Singapuru 2015. godine. Svečano je otvorila internacionalni muzički festival u Kadakesu 2016. godine, kada je nastupala kao predgrupa katalonskom flamenko pevaču Migelu Povedi, a otvorila je i džez festival u Heresu 2016. godine. Nastupala je i na Primavera saund festivalu u Barseloni 2015. godine, gde je zajedno sa Rosiom Markezom radila na prezentaciji svog albuma El Niño, koga je producirao Raul Refre. Iste godine je sarađivala i sa brendom Desigual, snimivši singl Last Night Was Eternal za njihovu kampanju, a potom je objavila i pesmu Un Millón de Veces. Pesma je snimljena kao deo humanitarnog albuma Tres Guitarras Para el Autismo i sav prihod je otišao u dobrotvorne svrhe za studije o autizmu. Kao tinejdžerka i u ranim dvadesetim godinama, nastupala je u muzičkim barovima i na venčanjima. Sa 20 godina je počela da radi instruktorka flamenka.
Tokom 2016. godine je sarađivala sa španskim reperom i bivšim momkom Tanganom na pesmi Antes de Morirme. Pesma je bila hit i tokom 2018. godine se našla na španskoj top-listi singlova, a posebnu pažnju međunarodne javnosti privukla je pošto je bila saundtrek za prvu sezonu španske Netfliksove serije Élite.

### 2016—2017:Los Ángeles
Rosalija je 14. maja 2016. godine održala nastup pred stotinu ljudi u Poble Espanijolu u Barseloni. Među publikom je bio i Raul Refre, koga je pozvala Rosalija. Od tog trenutka, oni su započeli rad na njenom prvom studijskom albumu, Los Ángeles. Album je mračan i govori o smrti i ispraćen je slatkim ali agresivnim akordima na gitari koje je odsvirao Refre. Pesme sa albuma predstavljaju obrade flamenko klasika, za šta je album dobio nekoliko pohvala, a Rosalija je nominovana za najboljeg izvođača na 18. dodeli Latino Gremi nagrada. Album je obljavljen 10. februara 2017. godine za izdavačku kuću Universal Music, a na njemu su se našla i dva njena singla — Catalina, objavljen 2016. godine, i De Plata, objavljen u avgustu 2017. godine. Album Los Ángeles je, između ostalih, osvojio nagradu Tajmaut magazina za album godine i nagradu Ruido de la Prensa za najbolji nacionalni album. Španski reper Jang Bif je 2018. godine semplovao Rosalijinu De Plata koristeći je za svoju pesmu Rosalía koja govori o njoj.
Rosalija je potom započela koncertnu turneju sa Refreom, Los Ángeles Tour, promovišući svoj prvi studijski album. Turneja je počela 11. februara 2017. godine u Granadi, a završena je 5. maja 2018. godine u Palati katalonske muzike u Barseloni.

### 2018—2019:El Mal Quereri međunarodno priznanje
Rosalija je 2017. godine započela snimanje pesama za njen drugi studijski album, El Mal Querer. U maju 2018. godine, pevačica je objavila naslov svog drugog studijskog albuma. Istog meseca, poznati kolumbijski regeton izvođač J Balvin je objavio svoj peti album, Vibras, na kom postoji i kolaboracija sa Rosalijom na pesmi koju su zajedno napisali Brillo. Rosalija je 30. maja 2018. godine objavila pesmu Malamente koja je bila vodeći singl albuma i ujedno njena prva flamenko-pop pesma. Pesma je imala međunarodni uspeh zahvaljujući neobičnoj melodiji i ritmu. Rosalija je pesmu promovisala na različitim manifestacijama i dodelama nagrada, kao i na nekoliko muzičkih festivala. Imala je podršku mnogih javnih ličnosti, poput Kortni Kardašijan, Dua Lipe i drugih. Pesma je nominovana za pet Latino Gremi nagrada, od kojih je Rosalija osvojila dve — jednu za najbolju alternativnu pesmu i drugu za najbolji urbani nastup. Drugi singl albuma, Pienso en tu Mirá, objavljen je 24. jula iste godine za Sony Music. Muzički video pesme je zadobio pozitivne kritike koje su se odnosile posebno na estetiku i poetsku simboliku. Pesma je nominovana za najbolju pop pesmu na dodeli Latino Gremi nagrada 2019. godine.. Treći singl na albumu, Di Mi Nombre, postao je najslušaniji u Španiji, a objavljen je 30. oktobra 2018. godine.
Rosalija je album El Mal Querer objavila 2. novembra 2018. godine. Pesme je pisala sama Rosalija, a koproducirao ih je El Ginčo. Predstavljen je kao eksperimentalni i konceptualni album sa akcentom na neuspešne veze, inspiran anonimnim oksitanskim romanom iz 13. veka po imenu Flamenca. Album je zapravo predstavljao završni rad na njenim studijama flamenka. Koliko je album bio uspešan, svedoči činjenica da je bio visoko rangiran na top-listama u Belgiji, Švajcarskoj i Portugalu, a u SAD-u je debitovao na prvom mestu top-liste latino pop albuma. Mnogi kritičari pozitivno su ocenili njen rad, hvaleći njenu interpretaciju i spoj modernog i tradicionalnog. Rosalija je postala prva ženska dobitnica Latino Gremi nagrade za album godine posle Šakire, koja je osvojila istu nagradu još 2006. godine.
U martu 2019. godine, premijerno je prikazan film Dolor y Gloria Pedra Almodovara. Rosalija je imala kratku epizodnu ulogu u filmu, pored Penelope Kruz. To nije bio prvi put da ona učestvuje u audiovizuelnoj produkciji — u junu 2018. godine je najavljeno da će otpevati naslovnu numeru za drugu sezonu španske Netfliksove serije Paquita Salas. Zahvaljujući njenoj ulozi u Almodovarovom filmu i muzičkom uspehu, osvojila je nagradu Antonio Banderas za scenski performans. Istog meseca je započela svoju prvu svetsku turneju, El Mal Querer Tour, koja je završena 10. decembra 2019. godine.
Tokom turneje, Rosalija je izdala nekoliko pesama, među njima i Con altura, koja predstavlja još jednu saradnju sa Džej Balvinom. Iako je pesma dobila neke negativne kritike na račun urbane regeton melodije, bila je vodeća na top-listama u Argentini, Dominikanskoj Republici, Kolumbiji, Meksiku, Venecueli i Španiji. Pesma je dostigla milijardu pregleda na Jutjubu i osvojila dve MTV video muzičke nagrade (енгл. MTV Video Music Awards; MTV VMA) za najbolji latino video i najbolju koreografiju, zahvaljujući čemu je Rosalija postala prva dobitnica VMA. U avgustu je objavila pesmu u saradnji sa  Osunom Yo x Ti, Tu x Mi, koju su zajedno izveli na dodeli MTV video muzičkih nagrada 2019. godine.

## Muzički stil
Rosalija je postala izuzetno popularna tokom proleća 2018. kada je izdala singl Malamente. Njena muzika je opisana kao veoma interesantan spoj flamenka sa modernom umetnošću. Nakon objavljivanja El Mal Querer u novembru 2018. godine, The Guardian mu je dao ocenu 5/5, dodavši da je „drugi album katalonske pevačice složeniji od bilo kojeg latino popa koji se trenutno nalazi na vrhu naslušanijih numera“. Nakon što je objavila svoju numeru  Con altura 2019. godine, njena muzika je evoluirala do urbanijeg/regeton zvuka. 

## Uticaji
Rosalija je kao najveće muzičke uzore navela Camarón de la Isla, Džejmsa Bleka i La Niña de los Peines. U jednom intervjuu je rekla: „kada sam imala 13 godina, slučajno sam naišla na njegove pesme [Camarón de la Isla] i počela da ga slušam. Ovaj žanr, flamenko, u mom društvu je bio najslušaniji. Kada sam ga čula, bila sam impresionirana njegovim glasom. On me je uveo u svet flamenka.“
Kada je u pitanju moda, Rosalija je navela kao svog modnog uzora Lolu Flores.
Na pitanje sa kojim poznatim ličnostima bi volela da sarađuje u budućnosti, navela je Kanje Vesta, Frenka Oušana i Trevisa Skota.

## Diskografija
- Los Ángeles (2017)
- El Mal Querer (2018)
- MOTOMAMI (2022)

## Filmografija
- (2019)

## Tekstopisac
Pored toga što piše tekstove za svoje pesme, Rosalija se takođe bavi pisanjem tekstova i za druge umetnike.
| God. | Pesma             | Umetnik            |        |
| ---- | ----------------- | ------------------ | ------ |
| 2016 | Llámame Más Tarde | C. Tangana         | [ 36 ] |
| 2018 | En Mí (Interlude) | J Balvin           | [ 37 ] |
| 2018 | Suncity           | Khalid, Empress Of | [ 38 ] |
| 2019 | Llama             | Ana Toroha         | [ 39 ] |
| 2020 | Goteo             | Paloma Mami        | [ 40 ] |
| 2020 | KLK               | Arca               | [ 41 ] |

## Turneje
- Los Ángeles Tour (2017–2018)
- El Mal Querer Tour (2019)
- El Mal Querer Live (2018)

## Spoljašnje veze
- Званични веб-сајт
- Profile on Viberate
- Rosalía, la joven cantaora catalana que ha revolucionado el flamenco
- Rosalía, antes de la gran explosión: así se hizo artista
- ROSALÍA, LAS 18 IMÁGENES QUE RESUMEN LA VIDA DE LA NUEVA DIVA MUSICAL